# Landessozialgericht Berlin

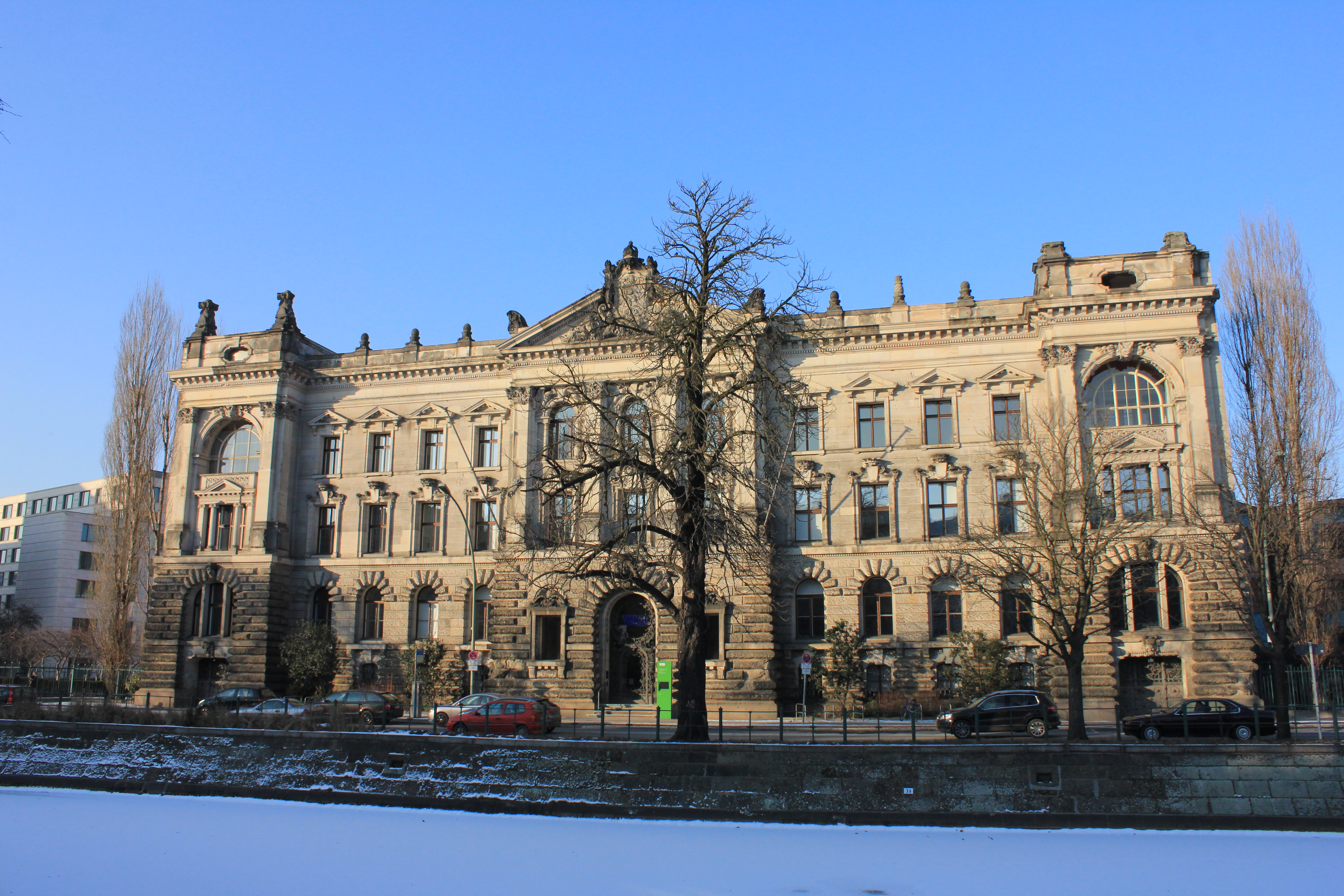
Fassade des vormaligen Reichsversicherungsamts und späteren Landessozialgerichts Berlin am Reichpietschufer

Das Landessozialgericht Berlin war von 1954 bis zum 30. Juni 2005 das obere Gericht für die Sozialgerichtsbarkeit des Landes Berlin. Die erste und gleichzeitig letzte Präsidentin war von 1989 bis 2004 Adelheid Harthun-Kindl. Das Gericht ging durch eine Fusion mit dem Landessozialgericht Brandenburg im Landessozialgericht Berlin-Brandenburg für die beiden Länder Berlin und Brandenburg auf.

## Aufgaben und Funktion
Das Landessozialgericht Berlin befasste sich mit Streitfällen im Sozialrecht. Es entwickelte sich aus dem Reichsversicherungsamt. Es wurde 1954 gegründet, als das Sozialgerichtsgesetz auch für West-Berlin in Kraft gesetzt wurde.
In seinen Anfängen, nämlich von 1954 bis 1968, befand es sich im 1884 entstandenen Gebäude des Reichsversicherungsamts am Reichpietschufer in Berlin-Tiergarten.

## Gerichtssitz und -bezirk
Das Gericht hatte ab 1968 bis zur Fusion seinen Sitz im ehemaligen Verwaltungsgebäude der Berlin-Hamburger Eisenbahn-Gesellschaft in der Invalidenstraße 52 in Berlin-Moabit.
Der Gerichtsbezirk umfasste das Gebiet des Bundeslandes Berlin.

## Gebäude
Das Gebäude in der Invalidenstraße wurde 1874 unter Leitung des Architekten Georg Ernst Friedrich Neuhaus errichtet und mehrfach erweitert. Genutzt wurde es von der Ministerial- und Baukommission (1896), von der Preußischen Bau- und Finanzdirektion (1920) und vom Senator für Gesundheitswesen (1950). Seit 1968 war es Sitz des Landessozialgerichts Berlin. Das Gebäude wurde parallel auch vom Landesinstitut für gerichtliche und soziale Medizin genutzt.

## Leitung
- 1958–1959: Walter Riese, (* 13. Juli 1892; † ?)[2]
- Ab 1960: Herbert Komm (1909–1993)
- Ab 8. März 1972: Hans-Georg Dinger, (* 17. Januar 1924)
- Ab 2. Mai 1989: Adelheid Harthun-Kindl, (* 24. August 1939)
- Seit 3. September 2004 blieb die Stelle unbesetzt, bis die Zusammenlegung mit dem Landessozialgericht Brandenburg und der Umzug nach Potsdam am 1. Juli 2005 erfolgte.[3]